# 上天草市
上天草市（日语：／ Kamiamakusa shi */?）為日本熊本縣天草群島東部的城市，位於聯繫有明海與八代海的通道上，也是天草群島前往九州的樞紐。境內平地不多，僅大矢野島上有地勢較緩的丘陵地。

## 地理
市內60.8%的面積被山林覆蓋，10.9％為田地，5.2％則為住宅用地。轄區主要島嶼包括大矢野島、上島（部份）、樋島與維和島。

## 历史
由於上天草地區位於有明海與八代海之間的通道上，自古就是由被以海維生的人所控制。島原之亂後，天草群島全部成為幕府直轄領，並設置富岡代官所進行管理。1868年8月，天草群島再改由長崎府管轄。1871年，天草群島被納入八代縣，之後改隸屬白川縣及熊本縣。

### 沿革
- 1889年4月1日：實施町村制，現在的轄區在當時分屬：天草郡登立村、維和村、上村、中村、湯島村、阿村、今津村、教良木河內村、姬戶村、大道村、高戶村、樋島村。
- 1924年4月2日： 登立村改制為登立町。
- 1954年4月1日：登立町、湯島村、上村、中村、維和村合併為大矢野町。
- 1954年7月1日：高戶村、樋島村、大道村合併為龍岳村。
- 1955年4月1日：阿村、今津村、教良木河內村合併為松島村。
- 1956年9月1日：松島村改制為松島町。
- 1959年4月1日：龍岳村改制為龍岳町。
- 1962年4月1日：姬戶村改制為姬戶町。
- 2004年3月31日：天草郡大矢野町、松島町、姫戶町、龍岳町合併為上天草市。

### 變遷表
| 1889年以前 | 1889年4月1日 | 1889年－1949年      | 1950年－1989年        | 1950年－1989年        | 1989年－現在           | 現在                   |
| ---------- | ------------ | ------------------- | --------------------- | --------------------- | ---------------------- | ---------------------- |
|            | 登立村       | 1924年4月2日 登立町 | 1954年4月1日 大矢野町 | 1954年4月1日 大矢野町 | 2004年3月31日 上天草市 | 2004年3月31日 上天草市 |
|            | 維和村       |                     | 1954年4月1日 大矢野町 | 1954年4月1日 大矢野町 | 2004年3月31日 上天草市 | 2004年3月31日 上天草市 |
|            | 上村         |                     | 1954年4月1日 大矢野町 | 1954年4月1日 大矢野町 | 2004年3月31日 上天草市 | 2004年3月31日 上天草市 |
|            | 中村         |                     | 1954年4月1日 大矢野町 | 1954年4月1日 大矢野町 | 2004年3月31日 上天草市 | 2004年3月31日 上天草市 |
|            | 湯島村       |                     | 1954年4月1日 大矢野町 | 1954年4月1日 大矢野町 | 2004年3月31日 上天草市 | 2004年3月31日 上天草市 |
|            | 阿村         | 阿村                | 1955年4月1日 松島村   | 1956年9月1日 松島町   | 2004年3月31日 上天草市 | 2004年3月31日 上天草市 |
|            | 今津村       |                     | 1955年4月1日 松島村   | 1956年9月1日 松島町   | 2004年3月31日 上天草市 | 2004年3月31日 上天草市 |
|            | 教良木河內村 |                     | 1955年4月1日 松島村   | 1956年9月1日 松島町   | 2004年3月31日 上天草市 | 2004年3月31日 上天草市 |
|            | 姬戶村       | 姬戶村              | 1962年4月1日 姬戶町   | 1962年4月1日 姬戶町   | 2004年3月31日 上天草市 | 2004年3月31日 上天草市 |
|            | 大道村       | 大道村              | 1954年7月1日 龍岳村   | 1959年4月1日 龍岳町   | 2004年3月31日 上天草市 | 2004年3月31日 上天草市 |
|            | 高戶村       |                     | 1954年7月1日 龍岳村   | 1959年4月1日 龍岳町   | 2004年3月31日 上天草市 | 2004年3月31日 上天草市 |
|            | 樋島村       |                     | 1954年7月1日 龍岳村   | 1959年4月1日 龍岳町   | 2004年3月31日 上天草市 | 2004年3月31日 上天草市 |

## 觀光資源

### 景點
- 天草五橋
- 松島溫泉
- 弓濱溫泉
- 天草四郎公園
- 龍岳山頂自然公園
- ミューイ天文台
- 龍岳大作山梯田：日本梯田百選之一

## 教育

### 高等學校
- 熊本縣立大矢野高等學校
- 熊本縣立松島商業高等學校

## 本地出身知名人
- 天草四郎：島原之亂領導者
- 河野譽彥：前職業棒球選手
- 山內孝德：前職業棒球選手
- マッハ文朱：女演員

## 外部連結
- （日語） 上天草市觀光協會
- （日語） 龍岳町觀光協會 （页面存档备份，存于）
- （日語） 大矢野町商工會 （页面存档备份，存于）
- （日語） 松島町商工會
- （日語） 姬戶町商工會
- （日語） 龍岳町商工會
- （日語） 天草寶島觀光協會 （页面存档备份，存于）